# Piridossina 4-deidrogenasi
La piridossina 4-deidrogenasi è un enzima appartenente alla classe delle ossidoreduttasi, che catalizza la seguente reazione:
piridossina + NADP+ ⇄ piridossale + NADPH + H+
Ossida anche piridossinafosfato.